# Джатта, Алассана
Алассана Джатта (англ. Alassana Jatta; 12 января 1999, Сукута) — гамбийский футболист, нападающий датского клуба «Виборг» и сборной Гамбии.

## Биография
На родине выступал за клубы «Нема Сити» и «Реал де Банжул». В начале 2019 года перешёл в эстонский клуб «Пайде ЛМ». Дебютный матч в чемпионате Эстонии сыграл 8 марта 2019 года против «Нымме Калью» и в этой же игре забил свой первый гол. Всего за половину сезона забил 13 голов в 17 матчах чемпионата, что позволило ему разделить второе место в споре бомбардиров по итогам сезона. Также принял участие в одной игре на ранних стадиях Кубка Эстонии, где забил 3 гола.
В августе 2019 года перешёл в клуб второго дивизиона Дании «Виборг». Первый матч за клуб сыграл 21 августа 2019 года против «Фредерисии», выйдя на замену на 64-й минуте, и в нём же на 91-й минуте забил свой первый гол. В сезоне 2019/20 вместе с «Виборгом» занял второе место в турнире, а в сезоне 2020/21 стал победителем второго дивизиона. 18 июля 2021 года дебютировал в высшем дивизионе Дании в игре против «Норшелланна», заменив на 63-й минуте Софуса Бергера. Во время выступлений во втором дивизионе регулярно выходил в стартовом составе, а в высшем дивизионе как правило выходил на замены. Летом 2022 года сыграл свои первые матчи в Лиге конференций. 31 августа 2022 года в матче Кубка Дании против «Вибю» (7:0) забил 4 гола.
В октябре 2020 года вызывался на сборы национальной сборной Гамбии, но в официальных матчах не играл.